# Daniel (Familienname)
Daniel (nach dem hebräischen Vornamen = „mein Richter ist Gott“) ist der Familienname folgender Personen:

## Namensträger

### A
- Adolf von Daniel (1816–1893), württembergischer Oberamtmann und Politiker
- Alfred Daniel (1886–1984), deutscher Rechtsanwalt und Anarchist
- Agnieszka Gąsienica-Daniel (* 1987), polnische Skirennläuferin
- Alvin Daniel (* 1968), Sprinter aus Trinidad
- Andrzej Gąsienica Daniel (1932–1991), polnischer Skispringer
- Angelo Daniel (* 1933), italienischer Bischof von Chioggia
- Annie Sturges Daniel (1858–1944), US-amerikanische Ärztin und Reformerin
- Antoine Daniel (Geistlicher) (1601–1648), kanadischer Jesuit und katholischer Märtyrer
- Antoine B. Daniel, Sammelpseudonym des Autorentrios Antoine Audouard, Jean-Daniel Baltassat und Bertrand Houette
- Arnaut Daniel (um 1150–um 1210), okzitanischer Troubadour

### B
- Benjamin Daniel (* 1983), deutscher Nachwuchsjournalist
- Berta Daniel (1896–1981), deutsche Kommunistin, Agentin und Opfer des Stalinismus
- Beth Daniel (* 1956), US-amerikanische Golferin
- Bill Daniel (1915–2006), US-amerikanischer Politiker (Texas, Guam)
- Brittany Daniel (* 1976), US-amerikanische Schauspielerin

### C
- Carolin Daniel (* 1977), deutsche Immunologin und Hochschullehrerin
- Charles E. Daniel (1895–1964), US-amerikanischer Politiker (South Carolina)
- Charles William Daniel (1871–1955), englischer Schriftsteller und Publizist
- Chase Daniel (* 1986), US-amerikanischer Footballspieler
- Chuck Daniel, US-amerikanischer Schauspieler
- Cindy Daniel (* 1986), kanadische Sängerin
- Colin Daniel (* 1989), englischer Fußballspieler

### D
- Dan Daniel (1914–1988), US-amerikanischer Politiker (Virginia)
- Danny Daniel (* 1942), spanischer Sänger
- David E. Daniel (* 1949), US-amerikanischer Geotechniker
- Davis Daniel (Robert Andrykowski; * 1961), US-amerikanischer Country-Musiker
- Debra Daniel (* 1991), mikronesische Schwimmerin
- Dileeni Daniel-Selvaratnam, britische Juristin und Beamtin
- Dor Daniel (* 1982), israelischer Sänger, Songwriter und Komponist

### E
- Eleonore Daniel (* 1969), deutsche Schauspielerin
- Elijah Daniel (* 1994), US-amerikanischer Komiker, Rapper, Plattenproduzent, Songwriter und Autor
- Eliot Daniel (1908–1997), US-amerikanischer Liedtexter und Filmkomponist
- Ellie Daniel (* 1950), US-amerikanische Schwimmerin
- Els Daniel-Stroh (1895–1990), deutsche Künstlerin
- Elsa Daniel (1936–2017), argentinische Schauspielerin
- Elton L. Daniel (* ?), US-amerikanischer Historiker und Iranologe
- Emmanuel Daniel (* 1993), nigerianischer Fußballspieler
- Emyr Daniel (1948–2012), walisischer Moderator und Fernsehproduzent
- Ernő Dániel (1843–1923), ungarischer Politiker und Minister
- Ernst Daniel (1904–1980), deutscher Unternehmer
- Eugene Daniel (* 1961), US-amerikanischer Footballspieler

### F
- Fiona Daniel (* 1987), Schweizer Sängerin und Komponistin
- Flomena Cheyech Daniel (* 1982), kenianische Langstreckenläuferin, siehe Philomena Cheyech
- Floriane Daniel (* 1971), deutsche Schauspielerin
- Francisco Salvador-Daniel (1831–1871), französischer Komponist und Ethnomusikwissenschaftler
- František Daniel (1926–1996), tschechisch-US-amerikanischer Drehbuchautor, Filmproduzent, Filmregisseur, Dramaturg und Hochschullehrer
- Franz Daniel (1895–1985), deutscher Kurator und Schmetterlingsforscher
- Friedrich Daniel (1809–1899), deutscher Jurist, Bürgermeister und Schriftsteller
- Fritz Daniel (* 1924), Bremer Bürgerschaftsabgeordneter (CDU)

### G
- Gabriel Daniel (1649–1728), französischer Jesuit, Historiker und Schriftsteller
- Georg Daniel (1829–1913), deutscher Baumeister
- George Francis Daniel (* 1933), Alterzbischof von Pretoria und Altbischof des Südafrikanischen Militärordinariates
- Glyn Daniel (1914–1986), britischer Archäologe
- Gordon Daniel (1923–2009), britischer Tontechniker
- Grace Daniel (* 1984), nigerianische Badmintonspielerin
- Gregory Daniel (* 1994), US-amerikanischer Radrennfahrer
- Guy Daniel-Lamazière (1877–1960), französischer Autorennfahrer

### H
- Hamish Daniel (* 1953), britischer Diplomat
- Hannelore Daniel (* 1954), deutsche Ernährungswissenschaftlerin
- Hans Daniel (Politiker) (1893–1973), deutscher Politiker, Landrat
- Hans Daniel (Schauspieler) (1922–2008), deutscher Schauspieler und Nachrichtensprecher
- Heinrich Wilhelm Daniel (1827–1905), deutscher Heimatdichter und Politiker
- Helena Gąsienica Daniel (1934–2013), polnische Skilangläuferin
- Henry Daniel (1786–1873), US-amerikanischer Politiker (Kentucky)
- Herbert Daniel (Physiker) (1926–2019), deutscher Physiker und Hochschullehrer
- Herbert Daniel (Künstler) (1927–2014), deutscher Maler, Zeichner und Karikaturist
- Hermann Daniel (Verleger) (1890–1961), deutscher Verleger
- Hermann Adalbert Daniel (1812–1871), deutscher Theologe und Geograph

### I
- Indileni Daniel, namibische Politikerin (SWAPO)

### J
- J. C. Daniel (1883–1975), indischer Regisseur
- Jack Daniel (1846–1911), US-amerikanischer Destilleriegründer
- Jacques Daniel-Norman (1901–1979), französischer Schauspieler, Dramatiker und Filmregisseur
- Jaeda Daniel (* 1999), US-amerikanische Tennisspielerin
- Janice Daniel-Hodge (* 1962), Geschäftsfrau in St. Kitts und Nevis
- Jean-Yves Daniel-Lesur (1908–2002), französischer Organist und Komponist
- Jehan Daniel (um 1480–um 1550), französischer Organist und Komponist
- Jennifer Daniel (Schauspielerin) (1936–2017), britische Schauspielerin
- Jennifer Daniel (Comiczeichnerin) (* 1986), deutsche Grafikdesignerin und Illustratorin
- Jens Daniel, Pseudonym von Rudolf Augstein
- João Paulo Daniel (* 1981), brasilianischer Fußballspieler, siehe João Paulo (Fußballspieler, Januar 1981)
- John Daniel (Geistlicher), Priester, Professor in Paris (CE)
- John Reeves Jones Daniel (1802–1868), US-amerikanischer Politiker (North Carolina)
- John W. Daniel (1842–1910), US-amerikanischer Rechtsanwalt und Politiker (Virginia)
- John Waterhouse Daniel (1845–1933), kanadischer Mediziner und Politiker
- Jörg Daniel (* 1951), deutscher Fußballspieler
- Josiah Daniel (* 2000), deutsch-US-amerikanischer Fußballspieler
- Józef Daniel (Schauspieler) (1893–1978), polnischer Schauspieler
- Józef Gąsienica Daniel (1945–2008), polnischer Nordischer Kombinierer
- Józef Daniel Krzeptowski (1921–2002), polnischer Nordischer Kombinierer
- Juan Daniél (* 1986), spanisch-deutscher Sänger
- Juli Markowitsch Daniel (1925–1988), sowjetischer Schriftsteller und Dissident
- Junius Daniel (1828–1864), US-amerikanischer Brigadegeneral

### K
- Kadell Daniel (Kadell Ebony Daniel, * 1994), englisch-guyanischer Fußballspieler
- Kai Daniel (* 1979), deutscher Ingenieurwissenschaftler
- Karl Daniel (1905–1977), deutscher Unternehmer
- Keon Daniel (* 1987), Fußballspieler aus Trinidad und Tobago
- Khamis Daniel Dak (* 1992), südsudanesischer Fußballtorhüter
- Kurt Daniel (1899–1984), deutscher Verwaltungsjurist

### L
- Lee Daniel (* 1962), US-amerikanischer Kameramann
- Linda Daniel, Hauptsprecherin (und Hauptdarstellerin) bei LdDZ
- Lorenzo Daniel (* 1966), US-amerikanischer Leichtathlet
- Louis Daniel (1960–2011), antiguanischer Journalist
- Lourdes Daniel (* 1947), Bischof von Nashik

### M
- Marcela Daniel (* 1943), panamaische Sprinterin
- Marcia Daniel (* 1977), dominicanische Leichtathletin
- Marcos Daniel (* 1978), brasilianischer Tennisspieler
- Marek Daniel (* 1971), tschechischer Schauspieler
- Margaret Truman Daniel (1924–2008), US-amerikanische Schauspielerin und Autorin
- Maria Gąsienica Daniel-Szatkowska (1936–2016), polnische Skirennläuferin
- Maryna Gąsienica-Daniel (* 1994), polnische Skirennläuferin
- Maxime Daniel (* 1991), französischer Straßenradrennfahrer
- Michael R. Daniel (* 1940), US-amerikanischer Politiker

### N
- Nicholas Daniel (* 1962), britischer Oboist

### P
- Paul Daniel (* 1958), englischer Dirigent
- Peter Daniel (Fußballspieler, 1946) (* 1946), englischer Fußballspieler
- Peter Daniel (Fußballspieler, 1955) (* 1955), englischer Fußballspieler
- Peter Daniel (Künstler) (* 1963), österreichischer Schriftsteller, Grafiker und Objektkünstler
- Peter Vivian Daniel (1784–1860), US-amerikanischer Jurist und Politiker
- Pierre Daniel (1530–1603), französischer Jurist, Philologe und Büchersammler
- Pitchai Daniel (* 1943), indischer Botaniker
- Price Daniel (1910–1988), US-amerikanischer Politiker (Texas)

### R
- Rahel Daniel (* 2001), eritreische Leichtathletin
- Ray Daniel (Fußballspieler, 1928) (1928–1997), walisischer Fußballspieler und -trainer
- Ray Daniel (Fußballspieler, 1964) (* 1964), englischer Fußballspieler
- Richard Daniel (Politiker) (1891–1942), deutscher Politiker (KPD)
- Richard Daniel (General) (1900–1986), deutscher Generalmajor
- Robert Daniel senior (1884–1940), US-amerikanischer Politiker und Bankier
- Robert Daniel (1936–2012), US-amerikanischer Politiker (Virginia)
- Rod Daniel (1942–2016), US-amerikanischer Regisseur
- Roger Daniel (Schachspieler) (1915–1999), französischer Schachspieler
- Roger Daniel (Sportschütze) (* 1970), Sportschütze aus Trinidad und Tobago
- Rolf Daniel (* 1963), deutscher Mikrobiologe
- Rudolf Daniel (Rabbiner) (1909–?), deutscher Lehrer und Rabbiner (1939 Auswanderung nach Palästina)
- Rudolf Daniel (Funktionär) (1911–1978), tschechischer Rom und Verbandsfunktionär
- Rudolf Daniel (Musiker) (1919–1968), tschechischer Violinist

### S
- Samuel Daniel (1562–1619), englischer Dichter und Historiograph
- Sean Daniel (* 1951), US-amerikanischer Filmproduzent
- Simeon Daniel (1934–2012), Politiker aus St. Kitts und Nevis
- Stanisław Gąsienica Daniel (* 1951), polnischer Skispringer
- Stephan Daniel, deutscher Schriftsteller und Künstler
- Stephen H. Daniel (* 1950), US-amerikanischer Philosophiehistoriker mit britischen Wurzeln
- Sylvain Daniel (* 1979), französischer Musiker
- Sylvia Daniel (1950–2010), deutsche Zeitarbeits-Unternehmerin und Stifterin

### T
- Taro Daniel (* 1993), japanischer Tennisspieler
- Ted Daniel (* 1943), US-amerikanischer Jazz-Trompeter und Hornist
- Thilo Daniel (* 1967), deutscher lutherischer Geistlicher
- Thomas Daniel (Ritter) († nach 1474), englischer Adliger
- Thomas Daniel (Musiktheoretiker) (* 1949), deutscher Musiktheoretiker
- Thomas Daniel (Biologe), US-amerikanischer Biologe
- Thomas Daniel (Moderner Fünfkämpfer) (* 1985), österreichischer Moderner Fünfkämpfer
- Thorsten Daniel (* 1971), deutscher Fußballspieler
- Trevor Daniel (* 1994), US-amerikanischer Pop- und R&B-Musiker
- Trudik Daniel (1892–1976), deutsche Schauspielerin, Hörspielsprecherin und Operettensängerin (Mezzosopran)

### U
- Ute Daniel (* 1953), deutsche Historikerin

### W
- Werner G. Daniel (1947–2025), deutscher Kardiologe
- Wilhelm Daniel (1825–1881), deutscher Zeitungsverleger, Herausgeber des Vorgängers des Zollern-Alb-Kuriers
- Willie Daniel (* 1937), US-amerikanischer Footballspieler
- Willmoth Daniel (* 1948), Politiker aus Antigua und Barbuda (United Progressive Party)

### Y
- Yuri Daniel (* 1966), brasilianischer Jazzmusiker

### Z
- Zaccheus Daniel (1874–1964), US-amerikanischer Astronom